# جوزيف تي. دويل
جوزيف تي. دويل هو سياسي أمريكي، ولد في 6 أكتوبر 1931 في ريدلي بارك في الولايات المتحدة، وتوفي في 18 ديسمبر 2012 في وست تشستر ‏ في الولايات المتحدة. نشط حزبياً في الحزب الديمقراطي. وقد انتخب عضو مجلس نواب بنسيلفانيا ‏.